# فرودگاه دریاچه سونت
فرودگاه دریاچه سونت (به انگلیسی: Savant Lake (Sturgeon Lake) Water Aerodrome) یک فرودگاه همگانی است که یک باند فرود آب دارد. این فرودگاه در کشور کانادا قرار دارد و در ارتفاع ۴۰۹ متری از سطح دریا واقع شده است.